# Warm (Jeff Tweedy)
Warm è il secondo album in studio da solista del musicista statunitense Jeff Tweedy, pubblicato nel 2018.

## Tracce
Testi e musiche di Jeff Tweedy.
1. Bombs Above – 2:15
2. Some Birds – 3:41
3. Don't Forget – 3:30
4. How Hard It Is for a Desert to Die – 4:49
5. Let's Go Rain – 2:57
6. From Far Away – 3:10
7. I Know What It's Like – 3:46
8. Having Been Is No Way to Be – 4:34
9. The Red Brick – 2:36
10. Warm (When the Sun Has Died) – 2:18
11. How Will I Find You? – 6:05